# Kanton Heuchin
Heuchin (Nederlands: Helkijn of Helkin) is een voormalig kanton van het Franse departement Pas-de-Calais. Het kanton maakte deel uit van het arrondissement Arras. In 2015 werd het kanton opgenomen in het kanton Saint-Pol-sur-Ternoise.

## Gemeenten
Het kanton Heuchin omvatte de volgende gemeenten:
- Anvin
- Aumerval
- Bailleul-lès-Pernes
- Bergueneuse
- Bours (Bors)
- Boyaval
- Conteville-en-Ternois
- Eps
- Équirre
- Érin
- Fiefs
- Fleury
- Floringhem (Florigem)
- Fontaine-lès-Boulans
- Fontaine-lès-Hermans
- Hestrus
- Heuchin (Helkijn) (hoofdplaats)
- Huclier
- Lisbourg (Liegesboort)
- Marest
- Monchy-Cayeux
- Nédon
- Nédonchel
- Pernes
- Prédefin
- Pressy
- Sachin
- Sains-lès-Pernes
- Tangry
- Teneur
- Tilly-Capelle
- Valhuon